# Huaxiang
Huaxiang (kinesiska: 花乡) är ett stadsdelsdistrikt i Kina. Det ligger i Fengtai i storstadsområdet Peking. Antalet invånare är 143 041. Befolkningen består av 66 344 kvinnor och 76 697 män. Barn under 15 år utgör 10,0 %, vuxna 15-64 år 85 %, och äldre över 65 år 4,0 %.